# UC-10号潜艇
陛下之UC-10号艇是德意志帝国海军于第一次世界大战期间建造的其中一艘UC-I型近岸布雷潜艇或称U艇。它由汉堡的伏尔铿船厂承建，于1915年7月15日新船下水，至当月17日交付使用。其全长33.99米，水面及水下排水量分别为168吨和183吨，艇载武器则包括六具水雷投放井以及一门8毫米口径机枪。UC-10号入役后曾被部署至驻泽布吕赫的佛兰德区舰队，并参与了大西洋潜艇战.通过其三十次布雷巡逻，共间接致沉18艘协约国或中立国的舰船，累计总吨位达31004吨。1916年8月21日，UC-10号在斯豪文沙洲附近遭英国潜艇E54号发射的鱼雷击沉，艇内18名官兵全数阵亡。

## 设计
第一次世界大战爆发后，为配合欧洲大陆的战事，德意志帝国海军鱼雷监察局（Inspektion des Torpedowesens）于1914年9月向潜艇监察局（Inspektion des U-Bootwesens）提议，研制小型布雷潜艇用于在法国近岸水域实施水雷封锁。潜艇局随即完成了代号为“35a号工程”的设计方案，即UC-I型潜艇。有别于同时代的大多数潜艇类别，该型潜艇基本上采用单壳体；这意味着艇体全由耐压壳体构成，当中集成了用于下潜的潜水舱。这种结构类型是衍生自19世纪后期德国的第一艘实验性U艇，在当时实际上已显过时。
UC-10号是首批15艘UC-I型方案的十号艇。这个亚型是基于同时开发的近岸作业潜艇UB-I型发展而来，但体积略大，全长为33.99米，并有3.04米的吃水深度；舷宽则同样限定在3.15米，以满足铁路运输所要求的装载限界。其水上和水下排水量分别为168吨和183吨。艇只搭载有一台功率为90匹公制馬力（66千瓦特）的戴姆勒制六缸四冲程柴油发动机用于水面运行，以及一台175匹公制馬力（129千瓦特）的西门子-舒克特电动发电机供水下运行；它们用以驱动一根单轴直径为1.08米长的三叶螺旋桨。该艇的潜航深度为50米。
UC-10号在水上的最高速度为6.2節（11.5每小時），在水下的最高航速则为5.22節（9.67每小時）。它可以5節（9.3每小時）的速度在水上巡航780海里（1,440），或以4節（7.4每小時）的速度在水下巡航50海里（93）。作为专用的布雷潜艇，该艇取消了鱼雷发射管，改为六具倾斜式水雷存储井，并可携带12枚UC120型水雷。布雷时只需将存储井底部的盖板打开，水雷便可凭借自身重量滑入水中。此外，在甲板上还配备有一挺8毫米口径机枪作为辅助武器。其标准船员编制为1名军官及13名水兵。

## 历史
UC-10号是由国家海军办公室作为C项战时订单（Kriegsauftrag C）的一部分，于1914年11月23日向汉堡的伏尔铿船厂订购，建造编号为54。艇只于1915年7月15日下水，至当月17日在首度担任艇长的海军中尉恩斯特·罗泽诺的指挥下正式交付使用。在罗泽诺之后，还有四人曾担任UC-10号艇长，其中包括功勋指挥官马克斯·菲贝格（1915年11月4日－12月8日）和王牌艇长赖因霍尔德·扎尔茨韦德尔（1916年6月14日－26日）。入役后，UC-10号先是于7月21日前往基尔，并进行了广泛的发动机维修；继而于10月18日至11月25日展开训练巡航。12月7日，该艇独力启程前往泽布吕赫，至当月19日抵达及加入驻当地的佛兰德区舰队，成为海军佛兰德集团军的一份子。
在为一年多的服役生涯中，UC-10号参与了大西洋潜艇战，在布鲁日至加来之间的海域共完成30次布雷巡逻，足迹遍及英格兰东岸和法国北岸。在此期间，共有协约国或中立国的16艘商船和2艘军舰因撞上该艇布设的水雷而沉没，累计总吨位达31004吨。其中，体积最大的受害者是容积总吨为6674吨的荷兰轮船巨港号（Palembang），它于1916年3月18日从鹿特丹前往巴达维亚途中，在距盖罗坡航标（Galloper Buoy）以北约1.5海里（2.8）处触雷沉没。被UC-10号击沉的军舰则包括有英国皇家海军的驱逐舰轻佻号和鱼雷艇TB-11号。它们均是于1916年3月7日同一天在同一片海域——即英格兰东岸近哈维奇的布莱克迪普入口处相继触雷沉没，共造成轻佻号22名、TB-11号23名官兵阵亡。
1916年8月21日，UC-10号在荷兰的斯豪文沙洲附近（51°39′N 03°17′E / 51.650°N 3.283°E）执行任务期间，遭到正巡逻的英国潜艇E54号发射鱼雷击沉，艇内18名官兵全数阵亡。

## 袭击历史摘要
| 日期           | 船名             | 船籍         | 吨位 | 结局 |
| -------------- | ---------------- | ------------ | ---- | ---- |
| 1915年12月30日 | 埃勒沃茨代克号   | 荷蘭         | 2229 | 击沉 |
| 1916年1月4日   | 勒托号           | 荷蘭         | 3225 | 击沉 |
| 1916年1月5日   | 弗里乔夫·南森号  | 挪威         | 3275 | 击沉 |
| 1916年1月21日  | 阿波罗号         | 荷蘭         | 799  | 击沉 |
| 1916年1月22日  | 瀑布城号         | 英国         | 4729 | 击伤 |
| 1916年2月25日  | 索思福德号       | 英国         | 963  | 击沉 |
| 1916年2月26日  | 比吉特号         | 瑞典         | 1117 | 击沉 |
| 1916年2月29日  | 玛尔维娜号       | 英国         | 1244 | 击伤 |
| 1916年3月7日   | 轻佻号           | 英國皇家海軍 | 335  | 击沉 |
| 1916年3月7日   | TB-11号          | 英國皇家海軍 | 263  | 击沉 |
| 1916年3月11日  | 赞代克号         | 荷蘭         | 4189 | 击伤 |
| 1916年3月18日  | 巨港号           | 荷蘭         | 6674 | 击沉 |
| 1916年4月3日   | 伊诺号           | 挪威         | 702  | 击沉 |
| 1916年4月26日  | 天枢号           | 荷蘭         | 3233 | 击伤 |
| 1916年4月26日  | 北海号           | 荷蘭         | 298  | 击沉 |
| 1916年5月1日   | 亨顿庄园号       | 英国         | 3994 | 击沉 |
| 1916年5月2日   | 罗彻斯特城号     | 英国         | 1239 | 击沉 |
| 1916年5月22日  | 雷纳斯号         | 英国         | 285  | 击沉 |
| 1916年5月27日  | 琳凯恩号         | 英国         | 3638 | 击沉 |
| 1916年6月1日   | 帕克盖特号       | 英国         | 3232 | 击伤 |
| 1916年8月20日  | 龙骑兵号         | 英国         | 30   | 击沉 |
| 1916年9月3日   | 里沃克斯修道院号 | 英国         | 1166 | 击沉 |
| 1916年12月11日 | 诺拉号           | 丹麦         | 772  | 击沉 |

## 脚注
1. ↑  Tarrant，第173頁.
2. 1 2 3  Helgason, Guðmundur. . German and Austrian U-boats of World War I - Kaiserliche Marine - Uboat.net.   [2009-02-20].
3. 1 2 3 4  Gröner 1991，第30-31頁.
4. 1 2  Helgason, Guðmundur. . German and Austrian U-boats of World War I - Kaiserliche Marine - Uboat.net.   [2022-07-13].
5. ↑  Helgason, Guðmundur. . German and Austrian U-boats of World War I - Kaiserliche Marine - Uboat.net.   [2022-07-13].
6. ↑  Helgason, Guðmundur. . German and Austrian U-boats of World War I - Kaiserliche Marine - Uboat.net.   [2022-07-13].
7. ↑  Helgason, Guðmundur. . German and Austrian U-boats of World War I - Kaiserliche Marine - Uboat.net.   [2022-07-13].
8. ↑  Helgason, Guðmundur. . German and Austrian U-boats of World War I - Kaiserliche Marine - Uboat.net.   [2022-07-13].
9. ↑  陈进，第45頁.
10. 1 2  陈进，第46頁.
11. 1 2  NARS，第87頁.
12. ↑  Herzog，第139頁.
13. 1 2  Helgason, Guðmundur. . German and Austrian U-boats of World War I - Kaiserliche Marine - Uboat.net.   [2014-12-13].
14. ↑  Helgason, Guðmundur. . German and Austrian U-boats of World War I - Kaiserliche Marine - Uboat.net.   [2022-07-13].
15. ↑  Helgason, Guðmundur. . German and Austrian U-boats of World War I - Kaiserliche Marine - Uboat.net.   [2022-07-13].
16. ↑  Helgason, Guðmundur. . German and Austrian U-boats of World War I - Kaiserliche Marine - Uboat.net.   [2022-07-13].